# (85990) 1999 JV6
(85990) 1999 JV6 est un astéroïde cythérocroiseur et géocroiseur, de type Apollon.

## Description
Il présente une orbite caractérisée par un demi-grand axe de 1,01 UA, une excentricité de 0,31 et une inclinaison de 5,4 par rapport à l'écliptique.
Selon J. D. Giorgini, du Jet Propulsion Laboratory (JPL), P. A. Taylor et L. A. Rodriguez-Ford, de l'observatoire d'Arecibo, A. Rozek et S. C. Lowry, du Centre d'astrophysique et de planétologie de l'Université du Kent, M. C. Nolan, du Lunar and Planetary Laboratory de l'Université de l'Arizona, et M. Brozovic et L. A. M. Benner, également du JPL, (85990) 1999 JV6 subirait une accélération d'origine non gravitationnelle.

## Compléments